# パトリック・ヒューム (初代マーチモント伯爵)

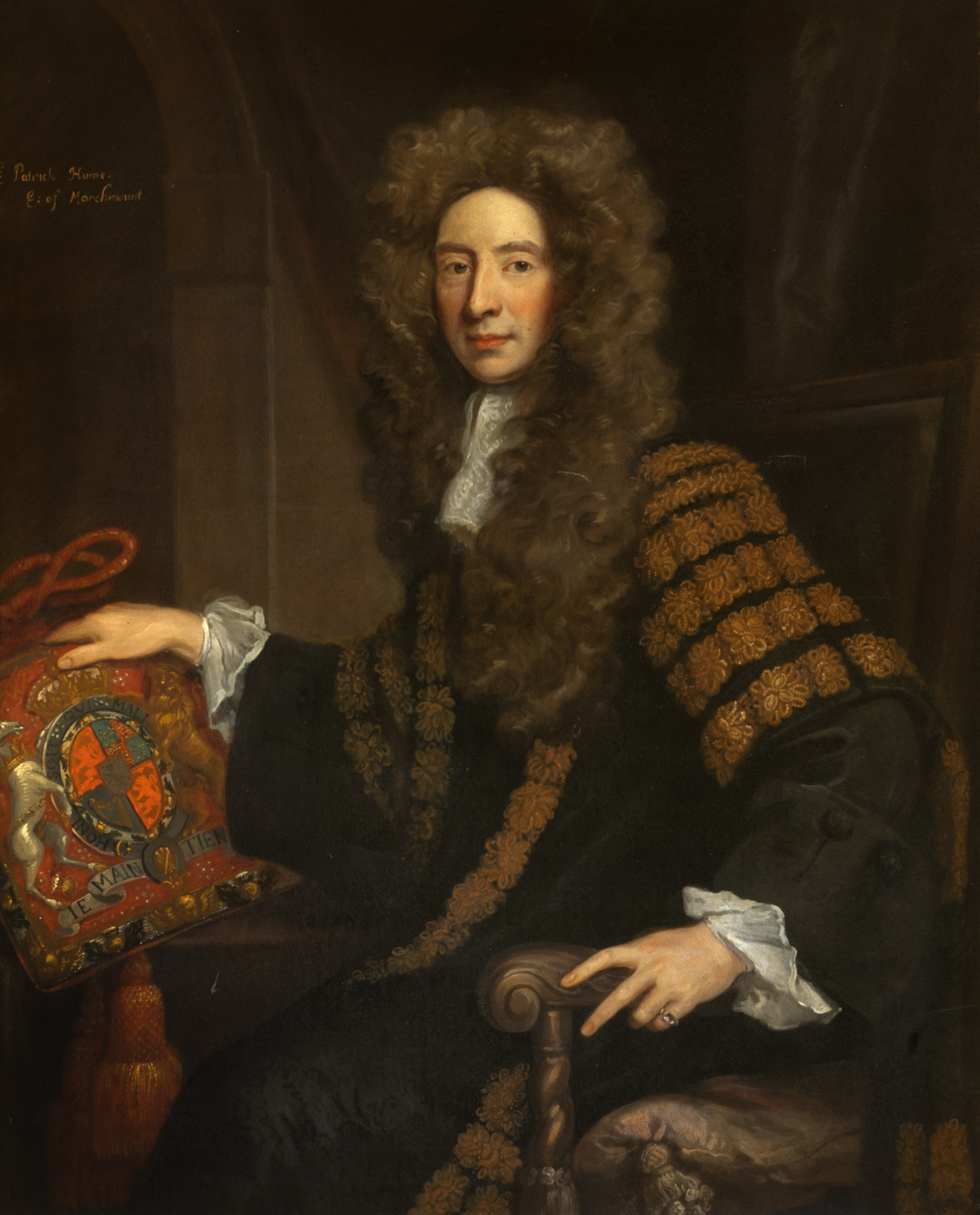
ゴドフリー・ネラーによる肖像画

初代マーチモント伯爵パトリック・ヒューム（英語: Patrick Hume, 1st Earl of Marchmont PC、1641年1月13日 – 1724年8月2日）は、スコットランド王国の貴族、裁判官。

## 生涯

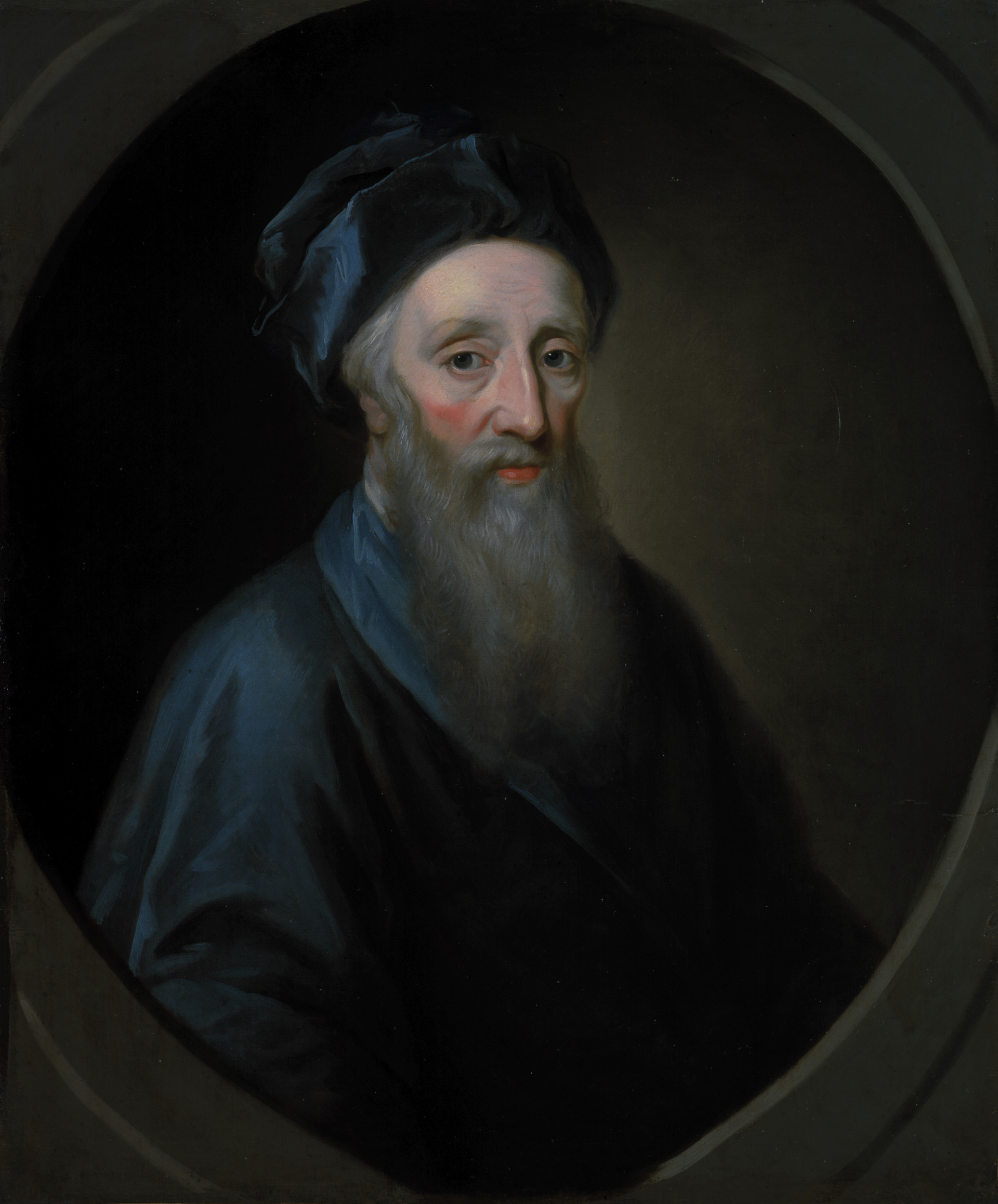
ウィリアム・アイクマンによる肖像画、1720年頃。

初代準男爵パトリック・ヒュームとクリスティーナ・ハミルトン（Christina Hamilton、サー・アレクサンダー・ハミルトンの娘）の息子として、1641年1月13日に生まれ、1648年4月に父が死去すると準男爵位を継承した。スコットランドで教育を受けた後、パリで法律を学び、帰国直後の1665年にスコットランド議会議員に選出された。議会で反カヴェナンター政策に反対し、ロンドンに出向いて国王チャールズ2世に請願したものの1675年に投獄される結果に終わり、途中で一度解放されたがすぐに再び投獄され、最終的には1679年7月17日に釈放された。
その後、ライハウス陰謀事件への関与を疑われ、1684年秋にポルワース教会の家族納骨所に隠れた。冬に医者に扮してロンドンに向かった後、フランスに渡り、ダンケルク、オーステンデ、ブルッヘを経由してブリュッセルに向かい、モンマス公爵に面会しようとしたがかなわず、ロッテルダム、ついでユトレヒトに向かい、そこでチャールズ2世の死を知った。同年のアーガイルの蜂起に参加したが、失敗に終わり、財産も没収されて困窮した。1688年の名誉革命でウィリアム3世とともに帰国、翌年に再びベリックシャー選挙区の議員に就任した。翌年に財産没収を取り消させることに成功、直後にスコットランド枢密院の枢密顧問官に任命され、さらに同年12月20日にポルワース卿に叙された。
1696年5月2日にスコットランド大法官に任命され、1697年4月にマーチモント伯爵に叙された。1702年にスコットランド教会総会への勅使に任命されたものの、直後にウィリアム3世が死去したため総会は中断した。同年にジェームズ・フランシス・エドワード・ステュアートの権利放棄法案を提出すると、スコットランド大法官を罷免された。
その後はイングランド王国との合同を支持したが、1707年と1708年のスコットランド貴族代表議員選挙に敗れた。1714年にジョージ1世が即位すると一部の官職に復帰したが、以降政治で大きな役割を果たすことなく1724年8月2日に死去、息子アレクサンダーが爵位を継承した。

## 家族
グリゼル・カー（Grizel Ker）と結婚、下記の子女を儲けた。
- グリゼル（英語版）（1665年 – 1746年） - 作詞家。1692年にジョージ・ベイリー（英語版）と結婚、子供あり
- クリスチャン（1688年没） - オランダにて死去。生涯未婚
- アン - サー・ジョン・ホール（Sir John Hall）と結婚
- ジュリアナ - チャールズ・ビリンガム（Charles Billingham）と結婚
- ジーン - 第7代トフィシェン卿ジェームズ・サンディランズ（英語版）と結婚、子供あり
- パトリック（1710年没） - 陸軍軍人。子供なし
- ロバート（1710年以前没） - 陸軍軍人。生涯未婚
- アレクサンダー（1675年 – 1740年） - 第2代マーチモント伯爵
- アンドリュー（1676年7月19日 – 1730年3月16日） - 庶民院議員、裁判官。子供あり[3]